# Accenture
A Accenture  é uma empresa multinacional de consultoria de gestão, tecnologia da informação e outsourcing. É a maior empresa de consultoria do mundo, além de ser uma competidora global no setor de consultoria de tecnologia. Fornece serviços de estratégia (ramo Accenture Strategy), consultoria (ramo Accenture Consulting), digitais (ramo Accenture Digital), tecnologia (ramo Accenture Technology), operações (ramo Accenture Operations), além do ramo Accenture Interactive, que fornece marketing digital, marketing analítico e gestão de mídia. 
Uma empresa Fortune Global 500, a Accenture reportou receita líquida de US$39,6 bilhões, com mais de 459.000 funcionários atendendo clientes em mais de 200 cidades em 120 países. Em 2018, a empresa tinha cerca de 13.000 funcionários no Brasil. Os clientes atuais da Accenture incluem 95 da Fortune Global 100 e mais de três quartos da Fortune Global 500. 
Em 2018 a Accenture foi eleita a empresa mais diversa e inclusiva do mundo.

## Operação no Brasil
No Brasil, a Accenture tem mais de 15.000 empregados e possui escritórios em  São Paulo, Rio de Janeiro, Recife, Brasília, Belo Horizonte, Nova Lima, Vitória, Campina Grande, Porto Alegre e São Bernardo do Campo. Também possui fábricas de software em Alphaville e Recife.
No Recife, a Accenture Technology emprega quase 3 mil funcionários e  possui o Innovation Center no Porto Digital.
Em setembro de 2013, a Accenture comprou a Vivere Brasil, empresa de serviços de tecnologia para crédito imobiliário.
Em agosto de 2017, a Accenture comprou a Concrete Solutions e expandiu capacidades em Agile, DevOps, cloud e mobilidade. 
Em 2015,  Accenture comprou a agência digital AD.Dialeto, a New Content,  e a Gapso (empresa de análise de dados)
Em 2021, a Accenture abarcou a Pollux, uma empresa de Joinville referência em indústria 4.0 e focada em linhas de montagem de alta tecnologia, soluções de IIOT, robôs para serviços e outras soluções em tecnologia industrial. 
Em 2021, a Accenture adquiriu também a Founders Intelligence, empresa especializada em assessorar empresas dentro da nova economia digital.
A empresa, desde 2006, está na lista do Guia Você S/A-Exame como uma das 150 melhores empresas para trabalhar no Brasil e a melhor em desenvolvimento de carreira e também na revista NewsWeek das 100 melhores empresas para trabalhar.
Accenture foi premiada pelo Guia EXAME de Diversidade 2019.

## História
Em 1 de janeiro de 2001, a Andersen Consulting adotou seu nome atual, "Accenture". A palavra "Accenture" é derivada de "Accent on the future". O nome "Accenture" foi apresentado por Kim Petersen, um funcionário dinamarquês do escritório da empresa em Oslo, na Noruega, como resultado de uma competição interna. Andersen achava que o nome deveria representar sua vontade de ser um líder global em consultoria e alto desempenho e não queria que o nome fosse ofensivo em nenhum país em que a Accenture opera. 

### Sede da Irlanda
A Accenture anunciou, em 26 de maio de 2009, que seu conselho de administração aprovou por unanimidade a mudança do local de constituição da empresa das Bermudas para a Irlanda e se tornaria Accenture plc. Em 2011, a Accenture lançou seu slogan “High performance. Delivered”. Recentemente, passou adotar o slogan "New Applied Now".

### Política de diversidade
A Accenture implementou políticas para reduzir a discriminação por gênero, como banheiros neutros e códigos de vestuário neutros em termos de gênero. 
Em 20 de junho de 2017, a Accenture anunciou que pretende alcançar a igualdade de gênero ao nível dos colaboradores da empresa até 2025, o que significa que a empresa deverá ficar composta por 50% homens e 50% mulheres.
“A diversidade fortalece o nosso negócio e aumenta a inovação e o mais importante, faz com que o mundo se torne melhor”, refere Pierre Nanterme, Chairman e CEO da Accenture. “Com este novo objetivo de atingir a paridade laboral, enviamos uma mensagem importante aos nossos colaboradores e clientes: o de que a nossa futura equipe de trabalho será igualitária”.
Atualmente, a Accenture conta com 150 mil colaboradoras mulheres, que representam praticamente 40% da sua equipe em todo o mundo. Ao longo dos últimos anos, a empresa definiu, a nível global, uma série de metas e objetivos no âmbito da igualdade de gênero, que conseguiu alcançar.

### Avanade
- Avanade, uma subsidiária de consultoria de TI da Accenture, opera como subsidiária da Accenture e foi fundada como uma joint venture com a Microsoft.[13]

## O Escândalo Enron e o nome da Accenture
Existem discussões a respeito da mudança do nome da empresa de Arthur Anderson para Accenture. Segundo a empresa, a separação da Arthur Andersen foi solicitada pela consultoria em 1998, e finalmente confirmados em 2000; o escândalo Enron (começando com o relato do infame "LJM Partnerships") só foi ocorrer em 2001 e culminou somente meses depois.
Segundo a Accenture, o planejamento de um novo nome estava em curso antes que a decisão arbitral tivesse sido anunciada (parceiros da Andersen Consulting consideraram que a palavra "Consulting" no nome era uma desvantagem uma vez que a empresa estava partindo para um caminho nada relacionado com consultoria, como outsorcing e empreendimentos) Curiosamente, em e-mails internos da Arthur Andersen enviados em 2001 para todos os funcionários, discutia-se planos futuros da Arthur Andersen para entrar no mercado com 3 nomes: Andersen Tax, Andersen Audit, e Andersen Consulting quando eles já tinham propriedade sobre o nome. Arthur Andersen nunca foi capaz de revitalizar o nome "Andersen Consulting" desde que o escândalo Enron foi trazido à tona.